# Gaffelwaterjuffer
De gaffelwaterjuffer (Coenagrion scitulum) is een libellensoort uit de familie van de waterjuffers (Coenagrionidae), onderorde juffers (Zygoptera).
De soort staat op de Rode Lijst van de IUCN als niet bedreigd, beoordelingsjaar 2007; de trend van de populatie is volgens de IUCN stabiel.
De wetenschappelijke naam van de soort werd in 1842 als Agrion scitulum gepubliceerd door Jules Pierre Rambur.

## Kenmerken
Het lichaam van de gaffelwaterjuffer is tussen de 30 en 33 millimeter lang. De gaffelwaterjuffer is een kleine waterjuffer met lichtbruine of grijze pterostigma’s.
De mannelijke exemplaren hebben een kenmerkende verdeling van blauw en zwart op het achterlijf. De segmenten 3, 4 en 5 zijn voor ongeveer de helft blauw. De segmenten 6 en 7 zijn (vrijwel) geheel zwart en de segmenten 8 en 9 zijn grotendeels blauw. Segment 2 heeft meestal een gaffelvormige zwarte tekening die met de achterrand is verbonden. De kleur van de onderkant van de ogen is meestal groen maar soms ook blauw.
De vrouwelijke exemplaren bevatten vrij veel lichte tekening op het achterlijf, vooral op de segmenten 2 tot en met 5. De lichte delen kunnen blauw van kleur zijn, maar ook groen, geel of bruinig.

## Vliegtijden
Voor de Nederlandse situatie is de vliegtijd nog niet goed bekend maar vermoedelijk is deze eind mei tot eind juli. De soort heeft vermoedelijk een eenjarige levenscyclus. Het is nog niet bekend wanneer deze soort in Nederland uitsluipt. Vermoedelijk van eind mei tot half juli.

## Verspreiding en habitat
De soort komt voor in Europa, Noord-Amerika, Zuidwest Azië, en Centraal Amerika. De habitat van de gaffelwaterjuffer bestaat voornamelijk uit stilstaand en zwak stromend water in de zon, met veel water- en oeverplanten.